# Mycetophila basalis
Mycetophila basalis är en tvåvingeart som beskrevs av Freeman 1951. Mycetophila basalis ingår i släktet Mycetophila och familjen svampmyggor. Inga underarter finns listade i Catalogue of Life.